# Rio Suceava
O Rio Suceava é um rio localizado no nordeste da Romênia, no distrito de Suceava. Nasce nos Montes Obcina Mestecăniş em Bukovina, próximo a fronteira com a Ucrânia. O Suceava percorre 170 km antes de desaguar no rio Siret, 21 km a sudeste da cidade de Suceava, próximo da vila de Liteni.